# 배달왕전
한국이동통신배 배달왕전은 한국PC통신과 한국경제신문이 공동 주최하고, 한국이동통신이 후원한다. 컴퓨터를 이용한 국내 최초의 기전으로, 타이틀 명칭은 배달왕기전으로 표기된다.  비공식 및 이벤트 기전의 초단, 2단, 3단까지의 저단진 대국(우승자 안관욱 二단)과, 4단, 5단, 6단이 참여하는 중단진 대국(우승자 오규철 四단), 7, 8, 9단간의 고단진 대국(우승자 백성호 八단)으로 나눠 각각 우승자를 선발하고, 다시 결선 대국을 벌이는 방식으로 진행된다.

## 역대 우승자

### 한국이동통신배 이벤트  각 단진별
| 연도 | 단진   | 우승        | 전적  | 준우승      |
| ---- | ------ | ----------- | ----- | ----------- |
| 1993 | 저단진 | 안관욱 二단 | 1 - 0 | 김종수 二단 |
| 1993 | 중단진 | 오규철 四단 | 1 - 0 | 최규병 六단 |
| 1993 | 고단진 | 백성호 八단 | 1 - 0 | 장수영 九단 |

### 배달왕전
| 회수 | 연도        | 우승        | 전적  | 승패  | 준우승      |
| ---- | ----------- | ----------- | ----- | ----- | ----------- |
| 1    | 1993 ~ 1994 | 이창호 六단 | 3 - 1 | OXOXO | 조훈현 九단 |
| 2    | 1994 ~ 1995 | 이창호 七단 | 3 - 0 | OOO   | 조훈현 九단 |
| 3    | 1995 ~ 1996 | 이창호 七단 | 3 - 1 | XOOO  | 조훈현 九단 |
| 4    | 1996 ~ 1997 | 조훈현 九단 | 3 - 2 | XOXOO | 이창호 九단 |
| 5    | 1997 ~ 1998 | 이창호 九단 | 3 - 1 | OOXO  | 조훈현 九단 |
| 6    | 1998        | 유창혁 九단 | 3 - 2 | OXOXO | 이창호 九단 |
| 7    | 1999        | 유창혁 九단 | 3 - 0 | OOO   | 조훈현 九단 |
| 8    | 2000        | 이세돌 三단 | 3 - 0 | XOXOO | 유창혁 九단 |

### KTF배 프로기전
| 회수 | 연도        | 우승        | 전적  | 승패 | 준우승      |
| ---- | ----------- | ----------- | ----- | ---- | ----------- |
| 1    | 2001 ~ 2002 | 이세돌 九단 | 2 - 1 | XOO  | 유창혁 九단 |